# ファイセル・ダルウィッシュ
ファイセル・ダルウィッシュ（Faisel Darwish, 1991年7月3日 - ）は、サウジアラビア出身のサッカー選手。サウジ・プロフェッショナルリーグ・アル・ワフダ・メッカ所属。ポジションはミッドフィールダー。

## 来歴

### クラブ
2014年、アル・ラーイドFCからアル・ヒラルへ移籍した。
2018年5月27日、アル・ワフダ・メッカへ4年契約で移籍した。